# Саакашвили, Михаил Николаевич
Михаи́л Никола́евич Саакашви́ли (груз. მიხეილ ნიკოლოზის ძე სააკაშვილი, укр. Міхеіл Ніколозович Саакашвілі; род. 21 декабря 1967, Тбилиси) — грузинский и украинский государственный и политический деятель. Президент Грузии (2004—2013), председатель Одесской областной государственной администрации (2015—2016). Глава Исполнительного комитета Национального совета реформ Украины с 7 мая 2020 года.
Занимал пост президента Грузии два срока подряд в 2004—2013 годах. Председатель партии Единое национальное движение, один из лидеров «Революции роз», в результате которой был отстранён от власти Эдуард Шеварднадзе.
Вскоре после ухода с поста президента Грузии Саакашвили покинул эту страну. Саакашвили разыскивался грузинскими властями по нескольким уголовным делам, которые сам он называет политически мотивированными.
Саакашвили активно поддерживал движение Евромайдана и смену власти на Украине в 2014 году. В 2015 году назначен председателем Одесской областной государственной администрации, главой наблюдательного совета реформы государственных предприятий Украины, советником президента Украины Петра Порошенко, председателем Совещательного международного совета реформ Украины. Решением Порошенко Саакашвили было даровано гражданство Украины, что стало причиной его отказа от гражданства Грузии.
В 2016 году Саакашвили покинул занимаемые посты и стал активным участником и лидером протестов против Петра Порошенко. В 2017 году указом Порошенко был лишён гражданства Украины, в феврале 2018 года депортирован с её территории.
После депортации проживал на родине жены в Нидерландах. В мае 2019 года президент Украины Владимир Зеленский вернул Саакашвили украинское гражданство, и на следующий день он вернулся на Украину.
В сентябре 2021 года Михаил Саакашвили вернулся в Грузию, где был задержан.

## Имя
Согласно утверждениям самого Саакашвили, на русском языке его имя звучит как Михаил Николаевич; при этом он отмечает, что вариант имени с отчеством используется им только для общения с русскоязычными собеседниками, так как грузинам отчества не свойственны. В русскоязычных СМИ и в официальных пресс-релизах российских властей также встречается вариант Михаил Николозович, исходящий из грузинского аналога имени Николай — Николоз. Сам Саакашвили относится к использованию этого варианта отрицательно.
В украинских СМИ политик чаще всего упоминается как Михэил Саакашвили (укр. Міхеіл Саакашвілі), где Михэил — грузинский аналог имени Михаил. Отчество в украиноязычных источниках, как правило, не упоминается, за некоторыми исключениями. В некоторых украинских СМИ также встречаются варианты укр. Михаїл Саакашвілі и укр. Михайло Саакашвілі.

## Биография

### Происхождение. Детство

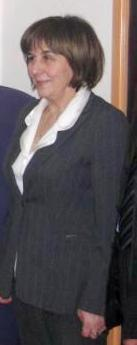
Гиули Аласания, мать Саакашвили

Михаил Саакашвили родился 21 декабря 1967 года в Тбилиси.
Отец Николоз (Николай) Саакашвили — медик по образованию. Ушёл из семьи незадолго до рождения сына или сразу же после него. Дед, Михаил Саакашвили, был основателем и ректором медицинского университета.
Мать — Гиули Аласания (род. 1946), профессор-историк, специалист по истории средневековой Грузии, тюрколог, председатель общественного союза «Дом дружбы Грузии и Азербайджана», владеет долей во многих образовательных учреждениях Грузии, в том числе в основанном в 1995 году по инициативе премьер-министра Турции Тансу Чиллер Международном черноморском университете.
Впоследствии мать вышла замуж за Зураба Кометиани (1934—2012). Отчим был председателем научного совета Института физиологии имени Бериташвили и написал более 100 научных работ.
Воспитанием занимались мать, отчим (профессор-психолог) и дядя по материнской линии Темур Аласания — дипломат, работавший в ООН, бывший полковник КГБ СССР.
Оба прадеда Михаила по линии матери были репрессированы в 1937 году, но освобождены. Супруга Михаила в своей книге «Исповедь идеалистки» освобождение объясняет тем, что один из них, крупный промышленник, до Октябрьской революции финансировал деятельность Кобы, а прабабка укрывала его от полиции. Прабабка Михаила Саакашвили Тамара Абашидзе была дочерью бывшего владельца «Чиатурмарганца», предприятия по добыче и обогащению марганцевых руд в городе Чиатура Имеретии, разрабатываемого с 1879 года по инициативе грузинского поэта Акакия Церетели, а также сестрой поэта Григола Абашидзе.
У Михаила Саакашвили — единственного сына у матери — есть единокровные братья, например, брат Давид.
В юности Михаил Саакашвили увлекался плаванием, музыкой, баскетболом, а также изучал английский и французский языки, брал частные уроки английского у Гелы Чарквиани. В старших классах был заместителем секретаря комитета комсомола школы № 51, где он учился.

### От школы до «революции роз»
В 1984 году окончил среднюю школу № 51 гор. Тбилиси с золотой медалью и поступил в Украинский институт международных отношений Киевского государственного университета им. Тараса Шевченко, специальность «международное право». Обучение прерывалось двухлетней срочной службой в пограничных войсках КГБ СССР. Информация о точном периоде воинской службы и обстоятельствах призыва противоречива: в ряде источников сказано, что его призвали после первого, то есть со второго, курса (соответственно, в 1985 году), в других называются 1989—1990 годы. Известно, что в середине-конце 1980-х большинство советских студентов были лишены отсрочки, но, по некоторым данным, ситуация с Саакашвили иная: он [якобы?] был исключён из ВЛКСМ и отчислен по политическим или этическим причинам (за распространение диссидентской литературы и проч.). После службы возобновил учёбу. Окончив вуз в 1992 году с отличием, возвратился в Грузию, где стал работать юристом-консультантом в Государственном комитете по защите прав человека. Получив грант, отправился в Международный институт прав человека в Страсбурге. Через год, как стипендиат Госдепартамента США, был направлен на обучение в Колумбийский университет (Нью-Йорк), где в 1994 году получил степень магистра права. Учился в Университете Джорджа Вашингтона в Вашингтоне, стажировался в Академии европейского права во Флоренции и в Академии международного права в Гааге.
Работал в норвежском институте прав человека в Осло, затем в нью-йоркской юридической фирме Patterson, Belknap, Webb & Tyler, которая занималась правовым обеспечением американских нефтегазовых проектов в СНГ (отмечают, что в Грузии эта компания стала юридическим партнёром молодёжной организации «Кмара», которая сыграла свою роль в «революции роз»).

### Начало политической карьеры
В 1995 году вернулся в Грузию по приглашению своего друга Зураба Жвании. Был избран депутатом парламента от его партии «Союз граждан Грузии», поддерживавшей в то время президента Эдуарда Шеварднадзе. В 1996 году в возрасте 28 лет занял пост председателя парламентского комитета по конституционным и юридическим вопросам. В августе 1998 года возглавил парламентскую фракцию «Союза граждан Грузии». В 1999 году избран в парламент нового созыва от СГГ.
С января 2000 года — представитель Грузии в Парламентской ассамблее Совета Европы (ПАСЕ). В октябре 2000 года был назначен министром юстиции в кабинете во главе с государственным министром Георгием Арсенишвили, в связи с чем отказался от депутатского мандата. На этом посту Саакашвили пытался ввести обязательную наркологическую экспертизу для чиновников, сам публично сдавал кровь на анализ; выступал за конфискацию имущества госслужащих, если они не смогут доказать законность его происхождения; предлагал закрыть представительство Ичкерии в Тбилиси и выслать из страны всех чеченских сепаратистов.
В феврале 2001 года заявил о необходимости запрета деятельности Единой коммунистической партии Грузии (ЕКПГ) Пантелеймона Гиоргадзе, поскольку она «нарушает конституцию и призывает к свержению законной власти» (имел в виду призыв Гиоргадзе к созданию рабоче-крестьянских отрядов для защиты трудящихся и организацию ею празднований по поводу 80-летия установления Советской власти). Был поддержан в этом председателем парламента Зурабом Жвания, но вопрос на голосование не ставился.
В сентябре 2001 года подал в отставку, обвинив Эдуарда Шеварнадзе и членов его правительства в коррупции, после чего создал оппозиционную политическую организацию «Национальное движение», численность которой впоследствии выросла до 20 тысяч человек.
С июня 2002 года — председатель законодательного собрания Тбилиси. Бадри Патаркацишвили был одним из спонсоров Саакашвили в борьбе за власть в Грузии.

### Приход к власти

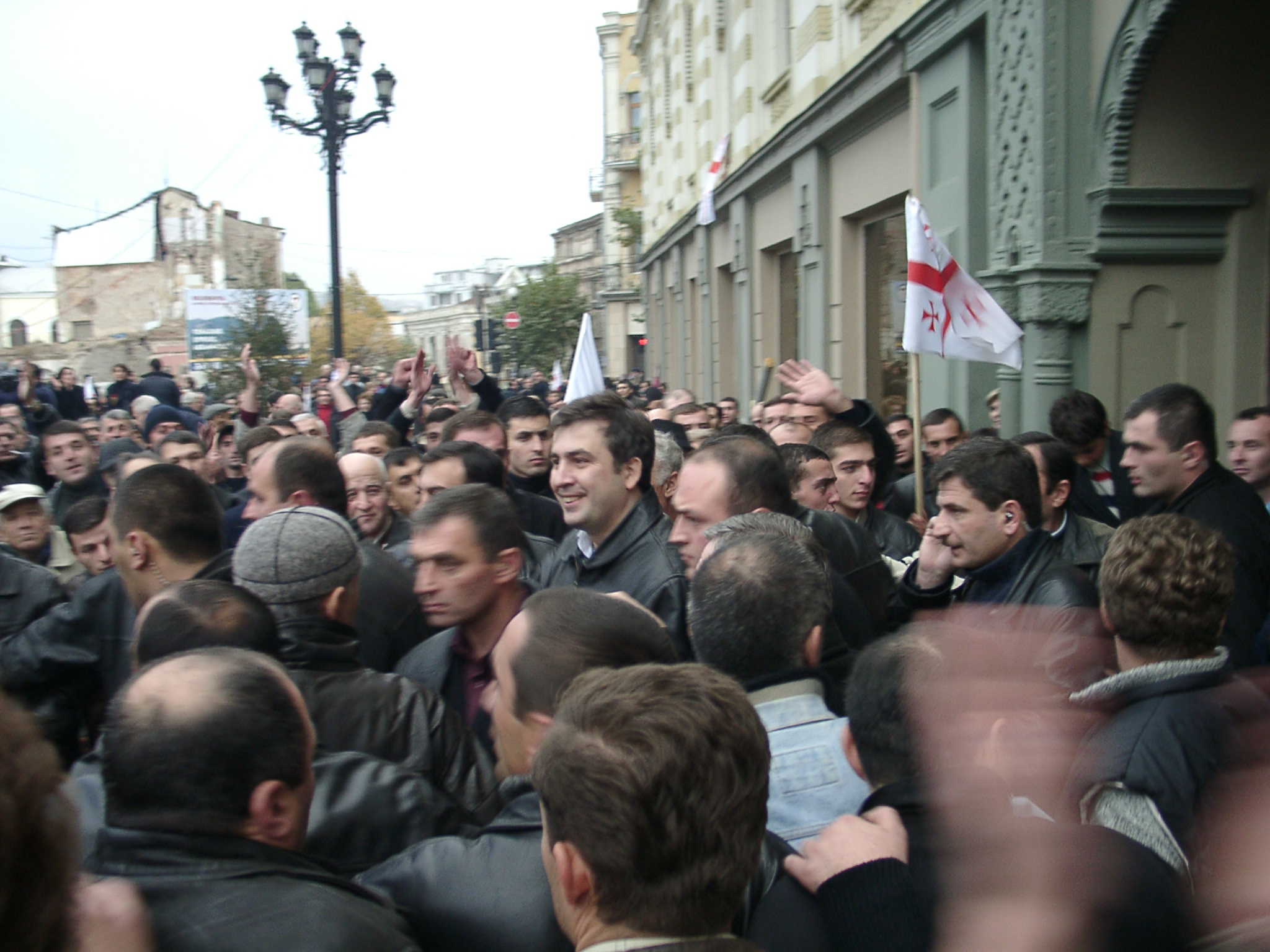
Саакашвили (в центре) на площади Свободы во главе оппозиции. Тбилиси, 5 ноября 2003 года

2 ноября 2003 года в Грузии прошли парламентские выборы, результат которых не признали оппозиционные блоки «Национальное движение», «Бурджанадзе-Демократы» и «Патиашвили-Единство», начавшие акции протеста.
Специальный корреспондент газеты «Коммерсантъ» Андрей Колесников, находившийся 21 ноября в Гори, следующим образом описал происходящее:
Между тем когда я в какой-то момент обходил митинг, то вдруг увидел, как со спины Иосифа Сталина подъехал тёмно-синий новенький внедорожник УАЗ и из него вышел Михаил Саакашвили в сопровождении нескольких телохранителей с микрофонами в ушах. Они действовали очень профессионально, в одно мгновение сделав проход в толпе. Михаил Саакашвили поднялся на трибуну. Я увидел харизматичного лидера. Каждое его слово вызывает стон восторга. Люди даже не понимают, что он говорит. Их это совершенно не интересует. Им достаточно ощущать, что он с ними, а тем более видеть его своими глазами.

На самом деле Михаил Саакашвили говорил интересные вещи. Так, он заявил, что Шеварднадзе только что назначил повторные выборы, но никого это уже не интересует. Он сказал, что на площади перед парламентом дежурит кучка предателей из Аджарии в три сотни человек и что эту кучку в мгновение ока сметёт волна народного гнева. Между тем я-то видел, что на площади дежурят по крайней мере несколько тысяч человек. Но господин Саакашвили хотел укрепить и без того сильнейший боевой дух своих людей. У него всё получалось.
22 ноября 2003 года оппозиционеры с розами в руках захватили здание парламента. 23 ноября 2003 года, в результате акций протеста, организованных партией «Национальное движение» Михаила Саакашвили, совместно с Зурабом Жвания и спикером парламента Нино Бурджанадзе, в Грузии произошла смена власти. Основной мотив революции — убеждённость широких масс населения в фальсификации результатов парламентских выборов, прошедших 2 ноября 2003 года. Эдуард Шеварднадзе был вынужден уйти в отставку.
В 2004 году произошло объединение «Национального движения» с политической организацией «Объединённые демократы» Зураба Жвании. Блок получил название «Национальное движение — Демократы», и впоследствии на его основе была создана партия «Единое национальное движение». Михаил Саакашвили стал её лидером.
26 ноября 2003 года Михаил Саакашвили был выдвинут единым кандидатом на пост президента Грузии от двух блоков: «Национальное движение» и «Бурджанадзе — демократы».
Новые выборы президента Грузии состоялись 4 января 2004 года. За кандидатуру Михаила Саакашвили проголосовали 96,27 % избирателей.
В марте 2004 года объединённый блок Саакашвили и Бурджанадзе «Национальное движение — демократы» одержал победу на парламентских выборах, получив более 76 % голосов избирателей.

### Президентство

#### Внутренняя политика
Аджария и Кодорское ущелье
На момент прихода Михаила Саакашвили к власти центральная власть не контролировала Абхазию и большую часть Южной Осетии, которые объявили о своей независимости в начале 1990-х годов; Кодорское ущелье фактически являлось неконтролируемой территорией, а Аджария представлялa собой полунезависимую автономию. Глава Аджарии Аслан Абашидзе и уполномоченный президента в Кодорском ущелье Эмзар Квициани поддержали во время Революции роз Эдуарда Шеварднадзе. 22 января 2004 года Михаил Саакашвили объявил: «Грузия — это единая страна, а кто противится — пусть убирается из неё. Я наведу порядок в стране, в том числе и в Аджарии. Никакой агрессии в отношении аджарских властей нет и не будет, но одно должны понять все — каждый квадратный сантиметр грузинской земли будет под контролем».
Весной 2004 года политико-административный конфликт вокруг Аджарской Автономной Республики достиг своего пика, завершившись свержением правящего там режима А. Абашидзе и подчинением автономии властям из Тбилиси.
22 июля 2006 года Квициани поднял в Кодорском ущелье мятеж против грузинского правительства, потребовав отставки руководителей силовых ведомств, в ответ на что грузинское руководство начало «полицейскую спецоперацию». В регион были введены грузинские войска, которые быстро установили контроль над всем Кодорским ущельем.
Оппозиционные выступления 2007
В сентябре 2007 года экс-министр обороны Грузии Ираклий Окруашвили заявил о создании партии «Для единой Грузии». В тот же день Окруашвили сообщил, что в начале июля 2005 года Саакашвили вёл с ним разговоры о возможном убийстве Бадри Патаркацишвили, но он проигнорировал требования президента. Окруашвили добавил, что смерть премьер-министра Зураба Жвании была убийством, замаскированным под несчастный случай. Также экс-министр обвинил Саакашвили и его окружение в коррупции и нерешительности. 27 сентября Окруашвили был задержан грузинскими правоохранительными органами. Саакашвили отверг все обвинения, которые были выдвинуты против него Окруашвили, и заявил, что судьбу экс-министра будет решать суд. Кроме того, он пообещал восстановить территориальную целостность Грузии до осени 2008 года. 7 октября на допросе в генеральной прокуратуре Окруашвили признал, что делал заявления против президента Саакашвили и его семьи с целью дискредитации главы государства. Бывший министр был освобождён под залог 10 млн лари (примерно 6 млн долларов) и выслан за пределы Грузии.
2 ноября 2007 года перед домом грузинского парламента начался бессрочный митинг оппозиции, одним из требований которой был переход к парламентской республике. После того, как 7 ноября грузинский спецназ, используя водомёты и слезоточивый газ, разогнал митинг, оппозиция выдвинула условие немедленной отставки Саакашвили. При разгоне митинга оппозиции пострадали около 500 человек. Власти запретили телеканалы «Кавкасия» и «Имеди», а также оппозиционную телекомпанию «Рустави-2». 7 ноября Саакашвили выступил с речью, в которой заявил, что готов «принести себя в жертву ради народа Грузии», и выразил обеспокоенность событиями в стране. В Министерстве иностранных дел Грузии заявили, что оппозиция координирует свои действия с Россией. Ночью 8 ноября Саакашвили подписал указ о введении в Грузии чрезвычайного положения сроком на 15 дней «в связи с попыткой государственного переворота».
Впоследствии главным политическим противником Саакашвили стал один из богатейших людей Грузии, лидер партии «Грузинская мечта» — миллиардер Бидзина Иванишвили, который имел большое состояние в России. Иванишвили назвал Саакашвили «тотальным монополизатором». 11 октября 2011 года решением Министерства юстиции был лишён грузинского гражданства из-за того, что в 2004 году получил гражданство Франции. Затем это решение было аннулировано Верховным судом Грузии.

#### Экономические и правительственные реформы
В то время, когда Саакашвили вступил в должность, Грузия страдала от застойной экономики, повсеместной коррупции со стороны полиции и государственных чиновников до такой степени, что взяточничество требовалось для любых коммерческих сделок, высокий уровень преступности и серьёзные проблемы с инфраструктурой, включая повсеместные отключения электроэнергии, и школы и медицинские учреждения приходят в негодность. Саакашвили приступил к масштабной программе реформ. Он систематически увольнял политиков, государственных чиновников и сотрудников полиции, подозреваемых в коррупции, и значительно повышал зарплату бюджетникам до такой степени, что они могли бы зарабатывать на жизнь без взяток. Многие олигархи, которые доминировали в экономике, были арестованы, и большинство согласилось платить огромные штрафы в государственный бюджет в обмен на их свободу. Саакашвили реформировал экономику через сокращение бюрократических проволочек, усложнявших ведение бизнеса, привлечение иностранных инвестиций, упрощение налогового кодекса, начало приватизационной кампании и решение проблемы уклонения от уплаты налогов. Благодаря созданию действующей налоговой и таможенной инфраструктуры государственный бюджет за три года увеличился на 300 %. Правительство масштабно модернизировало инфраструктуру и коммунальные услуги. В частности, инфраструктура водоснабжения и электроснабжения была улучшена до такой степени, что она функционировала эффективно, были отремонтированы школы и больницы, было проложено больше дорог и осуществлено новое жилищное строительство.
В результате уровень коррупции в стране резко сократился, а деловая среда значительно улучшилась. Экономика начала расти, а уровень жизни вырос. Грузия резко поднялась в Индексе восприятия коррупции Transparency International — со 133-го места в 2004 году до 67-го в 2008 году и далее до 51-го в 2012 году, обойдя несколько стран ЕС. Всемирный банк назвал Грузию ведущим экономическим реформатором в мире, и она занимала 8-е место с точки зрения легкости ведения бизнеса, в то время как большинство её соседей находилось во второй сотне. Всемирный банк отметил значительное улучшение условий жизни в Грузии, сообщив, что «преобразование Грузии с 2003 года было замечательным. Горит свет, улицы безопасны, а государственные службы свободны от коррупции». Основатель отчёта «Ведение бизнеса» Симеон Джанков привёл Грузию в качестве примера для других реформаторов во время ежегодной Премии реформаторов.
По условию Саакашвили Грузия в незначительной степени стала участвовать в операциях на международном рынке, и в 2007 году Банк Грузии продал облигации с премией, когда пятилетняя облигация на сумму 200 млн долларов была купирована с купоном 9 % по номиналу или 100 % номинальной стоимости, после первоначальной цены в 9,5 % и увеличения заказов заказчиками до 600 млн долларов.
В 2009 году Саакашвили представил Закон об экономической свободе Грузии, который был принят парламентом Грузии в 2011 году. Этот закон ограничивал возможности государства вмешиваться в экономику и был направлен на сокращение государственных расходов и задолженности на 30 % и 60 %. соответственно. Он также прямо запретил правительству изменять налоги без проведения всенародного референдума по ставкам и структуре.
В результате экономических реформ правительства Саакашвили экономика Грузии выросла на 70 % в период с 2003 по 2013 год, а доход на душу населения примерно утроился. Однако бедность лишь незначительно снизилась. В конце его второго срока около четверти населения было всё ещё бедным, а безработица составляла 15 %.

#### Внешняя политика

##### Российско-грузинские отношения

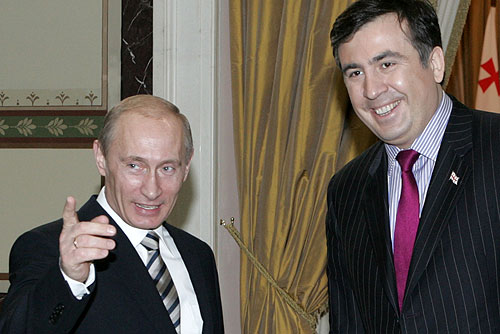
Владимир Путин и Михаил Саакашвили в Ново-Огарёво 22 февраля 2008 года

За время правления Михаила Саакашвили российско-грузинские отношения достигли самой низкой отметки за всю историю Грузии.
Начиная с весны 2004 года, Саакашвили делал резкие заявления, обвиняя Россию в попустительстве сепаратистским устремлениям властей Южной Осетии и Абхазии, не желающим урегулировать отношения с Грузией. Обвиняя Россию в пристрастности, Саакашвили выражал желание заменить российский миротворческий контингент войсками НАТО или, по крайней мере, дополнить российские войска подразделениями других стран СНГ — например, Украины. По мнению России, однако, это может привести к развитию ситуации по «косовскому сценарию», этническим чисткам и обострению вооружённых конфликтов.
Зимой 2005 года грузинские власти выступили с требованием немедленно вывести российские войска из городов Ахалкалаки и Батуми. В марте 2005 года парламент Грузии принял резолюцию, согласно которой российские войска должны покинуть территорию Грузии не позднее 1 января 2006 года. 26 января 2006 года Саакашвили подписал указ о выходе Грузии из «Совета министров обороны стран СНГ». 27 марта в России был введён запрет на импорт грузинских вин и минеральных вод. 14 июня в Константиновском дворце Санкт-Петербурга состоялась полуторачасовая встреча Саакашвили с Путиным, по итогам которой Саакашвили заявил, что настроен на мирный диалог в вопросе урегулирования конфликтов, прежде всего с участием России.
6 августа в Грузии был арестован ряд деятелей пророссийской оппозиции. Саакашвили заявил, что арестованные планировали государственный переворот. 27 сентября грузинская полиция арестовала четырёх российских офицеров, обвинённых в шпионаже, после чего Россия объявляет о начале транспортной блокады Грузии. 2 октября российские военнослужащие были переданы России, но 3 октября решение о блокаде вступило в действие. Саакашвили назвал блокаду проверкой независимости и самостоятельности Грузии. Российские власти заявили, что эти действия являются ответом на антироссийский курс Грузии.
17 февраля 2010 года президент России Дмитрий Медведев назвал Саакашвили персоной нон грата для России.
29 февраля 2012 года Саакашвили подписал указ об отмене виз для россиян. С этого дня граждане России смогут свободно въезжать на территорию Грузии и находиться там без визы в течение 90 дней.

#### Грузия и НАТО

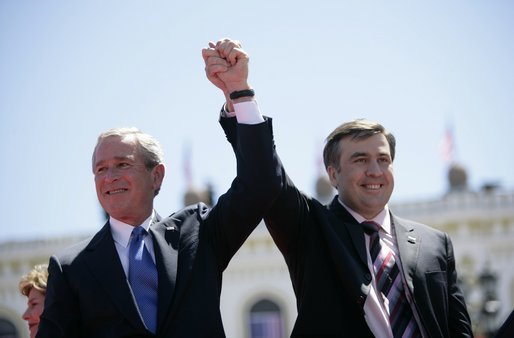
Джордж Буш и Михаил Саакашвили, 2005 год

В феврале 2006 года Саакашвили заявил, что у Грузии есть все шансы стать членом НАТО в 2009 году.
В начале 2007 года Михаил Саакашвили заявил на пресс-конференции, что «вступлению Грузии в НАТО ничто помешать не может». По его словам, «вступление в НАТО — это не только участие в самом сильном военно-политическом альянсе, но это и осуществление мечты Грузии».
13 марта 2007 года грузинский парламент единогласно одобрил решение о вступлении в НАТО. Конгресс США, со своей стороны, поддержал это решение.
В августе 2009 года глава Центра исследований восточной геополитики Лауринас Касчюнас заявил: «Хотя после конфликта в Южной Осетии в одно время казалось, что членство Грузии в НАТО можно было бы ускорить, но в конце концов, конфликт эту перспективу отдалил. Членство в НАТО сейчас очень далёкий сценарий».

#### Европейский союз
В апреле 2004 года, после встречи в Брюсселе с президентом Еврокомиссии Романо Проди, Михаил Саакашвили заявил, что Грузия стала кандидатом на вступление в Евросоюз. Саакашвили тогда заявил, что Грузия вступит в Евросоюз не позднее 2009 года «Главное сейчас — сохранить положительную тенденцию в вопросе территориальной консолидации Грузии», — заявил Саакашвили.
14 ноября 2006 года Михаил Саакашвили заявил, что считает вопрос о вступлении Грузии в Евросоюз «вопросом времени», добавив при этом, что его страна не является новым государством в Европе: «Грузины являются европейцами с того времени, как Прометей был прикован цепями к скале, и в Грузии побывали аргонавты в поисках „золотого руна“».
В мае 2010 года глава представительства Евросоюза в России Фернандо Валенсуэла заявил, что в обозримой перспективе присоединения Грузии к Евросоюзу не будет.

#### Содружество Независимых Государств
25 января 2006 года Михаил Саакашвили подписал указ о выходе Грузии из состава Совета министров обороны стран СНГ в связи с тем, что Грузия взяла курс на вступление в НАТО и не сможет находиться в двух военных объединениях одновременно. Данный документ приостанавливает действие в отношении Грузии «решения Совета глав государств СНГ о Совете Министров обороны СНГ от 14 февраля 1992 года» и положение «О Совете министров обороны стран-участниц СНГ от 22 января 1993 года».

#### Отставка и переизбрание
Недовольство некоторых кругов политикой Саакашвили привело 2 ноября 2007 года к массовым протестам оппозиции в центре Тбилиси, утром 7 ноября Саакашвили, сам пришедший к власти после массовых митингов оппозиции, отдал приказ разогнать митинг, объяснив это желанием восстановить движение автомобилей в центре города.
В результате разгона 508 человек были доставлены в больницы. Также 7 ноября спецназ МВД Грузии занял офис телеканала «Имеди», принадлежавшего оппозиционному олигарху Бадри Патаркацишвили. «Имеди» был вынужден временно приостановить вещание.
После разгона массовых акций протеста оппозиции, Саакашвили 25 ноября принял добровольное решение уйти в отставку, объявив досрочные президентские выборы. 5 января 2008 года на досрочных президентских выборах несмотря на сокращение поддержки по сравнению с первыми выборами, Саакашвили одержал победу. За него отдали голоса 53,47 % из 59 % участвовавших в выборах избирателей, итоговый протокол выборов утверждён ЦИК с перевесом лишь в один голос, после выборов состоялись новые массовые протесты оппозиции, которые на этот раз никто не разгонял.

#### Грузино-осетинский конфликт
Ситуация вокруг Южной Осетии начала обостряться весной 2004 года, заметный вклад в обострение внесло закрытие грузинскими властями Эргнетского рынка. В августе того же года дело дошло до кровопролитных столкновений. Грузинские войска безуспешно пытались установить контроль над стратегическими высотами вокруг столицы Южной Осетии Цхинвала, но, потеряв несколько десятков человек, были отведены.
По сообщению некоторых российских источников, ещё в 2006 году в Грузии существовал план под кодовым названием «Бросок тигра», который предполагал до 1 мая 2006 года при поддержке США и ОБСЕ принудить Россию вывести своих миротворцев из Южной Осетии. Вслед за этим, с целью дестабилизации обстановки в регионе, в течение недели предполагалось организовать несколько резонансных провокаций против населения грузинских анклавов на территории Южной Осетии. Одновременно, под предлогом локализации района конфликта и обеспечения безопасности населения Грузии, проживающего в непосредственной близости от него, предполагалось создать группировки грузинских войск на границе с Южной Осетией. 6 мая 2006 года подразделениями силовых ведомств Грузии планировалось осуществить захват крупнейших населённых пунктов Южной Осетии при одновременном полном блокировании границы с Россией. О существовании подобного плана говорил в интервью агентству «Рейтер» бывший министр обороны Грузии Ираклий Окруашвили. По его словам,
Абхазия была нашим стратегическим приоритетом, но в 2005 году мы разработали военные планы по захвату как Абхазии, так и Южной Осетии. План изначально предусматривал двойную операцию вторжения в Южную Осетию, взятие под контроль Рокского туннеля и Джавы
По сведениям источника журнала «Русский Newsweek», стратегическое решение возвращать Южную Осетию силой Михаил Саакашвили принял в 2007 году, после того как стало ясно, что президент Южной Осетии Эдуард Кокойты не пойдёт на переговоры о статусе Южной Осетии и смене формата миротворческой операции в зоне южноосетинского конфликта. А массовое предоставление российского гражданства жителям Грузии и раздача российских паспортов на грузинской территории, включая отколовшиеся провинции, без согласия правительства Грузии шла вразрез с принципами добрососедства, являлась откровенным вызовом суверенитету Грузии и вмешательством в её внутренние дела. Тем не менее, применение Грузией силы в Южной Осетии не являлось оправданным с точки зрения международного права.
Немецкий журнал Spiegel писал, что к утру 7 августа 2008 года грузинская сторона сосредоточила на границе с Южной Осетией около 12 тысяч человек и 75 танков возле Гори.
Согласно утверждениям в ряде российских СМИ, а также обнародованным в сентябре 2008 года предполагаемым разведывательным сведениям, подразделения российской 58-й армии перебрасывались в Южную Осетию начиная с 7 августа 2008 года. Однако, по данным немецкого журнала «Spiegel», ссылающегося на «экспертов НАТО», «российская армия начала огонь не ранее 7:30 утра 8 августа» и «российские войска начали свой марш из Северной Осетии через Рокский тоннель не ранее 11 часов утра». Впоследствии, в сентябре 2009 года, специальная комиссия Евросоюза по расследованию обстоятельств войны пришла к выводу, что основные боевые действия начала Грузия, при этом применение ею силы в том числе и против российских миротворцев нельзя оправдать с точки зрения международного права, поэтому Россия имела право на адекватный ответ. Продвигаемая грузинским руководством и прогрузинскими источниками версия о вторжении значительных российских сил на территорию Южной Осетии до 8 августа не нашла, с точки зрения комиссии, достаточных подтверждений.

#### Война 2008 года

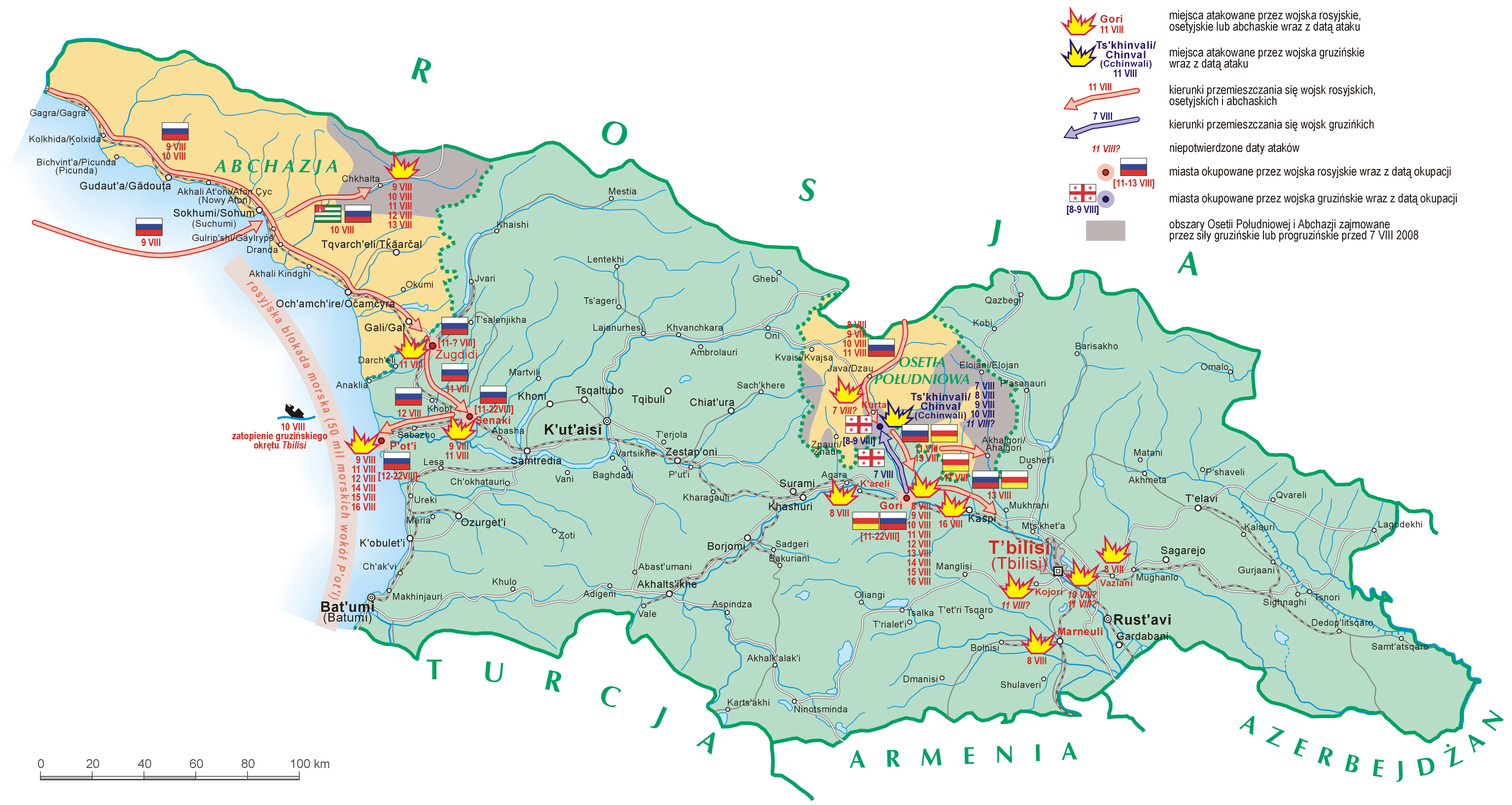
Ход военных действий во время российско-грузинской войны (2008)

Вечером 7 августа Михаил Саакашвили объявил об одностороннем прекращении огня и готовности к любым переговорам во имя мира. В тот же день, около 00:00 по московскому времени грузинская артиллерия начала обстрел столицы Южной Осетии, после чего последовало выдвижение войск и бронетехники к Цхинвалу. Грузинские власти заявили о том, что проводят «операцию по восстановлению конституционного порядка».
Как писал 10 ноября 2008 года блоггер Jason Bush на портале журнала «Business Week», «пока что ни один независимый источник не подтвердил заявление Саакашвили о том, что 7 августа сначала российские войска пересекли границу, и только затем Грузия развернула наступление. Особенно странно то, что во время конфликта грузинские власти об этом вообще не упоминали, а целью своих действий называли „восстановление конституционного порядка“ в Южной Осетии».
Утром следующего дня Саакашвили в телеобращении к нации заявил об освобождении силовыми структурами Грузии Цинагарского и Знаурского районов, сёл Дмениси, Громи и Хетагурово, а также большей части Цхинвали; он обвинил Россию в бомбардировке территории Грузии, назвав это «классической международной агрессией»; в Грузии была объявлена всеобщая мобилизация.
5 ноября 2008 года на официальной пресс-конференции, состоявшейся под эгидой НАТО в Риге, президент Грузии Михаил Саакашвили представил свою версию начала войны, по которой данная война являлась агрессией России против Грузии, начавшейся с территории Украины. Согласно этой версии, началом конфликта следует считать выход кораблей Черноморского флота России с полным вооружением из Севастополя к побережью Грузии, который произошёл, как минимум, за 6 дней до первых выстрелов на административной границе с Южной Осетией. По словам Саакашвили, президент Украины Виктор Ющенко попытался своим указом остановить Черноморский флот, но Россия его проигнорировала. Данная версия оспаривается украинскими и российскими СМИ, указывающими на то, что указ Ющенко появился лишь 13 августа, то есть спустя 5 дней после начала войны, и после того, как президент России Медведев официально объявил о прекращении военной операции.
Также в ноябре 2008 года Саакашвили заявлял, что Россия не пошла на завоевание всей Грузии из-за того, что понимала готовность Вооружённых сил Грузии оказать ей сопротивление. «Грузинская армия впервые после Второй мировой войны заставила бежать с поля боя русских генералов», — отметил грузинский президент. При этом он был убеждён, что против Грузии воевало 95 % боеспособной части Вооружённых сил России, «сбито 17—19 (российских) летательных аппаратов. 58-я российская армия фактически была сожжена 4-й (грузинской) бригадой». В целом Саакашвили очень доволен действиями Вооружённых сил Грузии. «Грузинская армия оказала примерное сопротивление монстру — армии большой страны», — отметил грузинский президент. Однако, по его словам, «когда 58-й армии было нанесено поражение, Россия задействовала сухопутные и воздушные силы. Они выпустили более половины запаса своих „Искандеров“».
26 мая 2009 года Саакашвили заявил, что «российские войска планировали взять под свой контроль не только Грузию, но и весь черноморско-каспийский регион. То, что Грузия устояла, это заслуга наших героев».
В результате пятидневной войны с участием российских войск, погибли солдаты грузинской армии, члены осетинских вооружённых формирований, мирные жители, а также военнослужащие Вооружённых Сил РФ. Правительство США выступило в поддержку Грузии и осудило действия России. Аналогичную позицию заняли правительства прочих стран-членов НАТО и Европейского союза. Позднее, однако, международная позиция изменилась. 30 сентября 2009 года группа экспертов-международников под руководством швейцарского дипломата Хайди Тальявини опубликовала 1150-страничный доклад, в котором говорилось, что обе стороны несут ответственность в конфликте. Одним из главных выводов, к которым пришли эксперты, стало заключение о том, что в ночь с седьмого на восьмое августа 2008 года тяжёлая грузинская артиллерия первой начала массированную бомбардировку столицы Южной Осетии Цхинвали. В документе говорится, что все попытки грузинских властей предоставить юридическое обоснование своему решению начать обстрел Цхинвали не увенчались успехом. Однако в официальной реляции международных экспертов Грузия не выступает в качестве главной виновницы кровопролитных событий 8 августа 2008 года. Согласно отчёту, российской стороне вменяются серьёзные нарушения целого ряда международных конвенций, а также систематические провокации грузинских пограничников, предшествовавшие началу боевых действий.

#### Оценки роли Саакашвили в конфликте
9 августа 2008 года Председатель Совета Федерации России Сергей Миронов заявил о том, что Россия будет настаивать на привлечении президента Грузии к уголовной ответственности, ввиду того, что, по его мнению, «руководство Грузии и лично Михаил Саакашвили совершили тяжкое военное преступление — преступление против миротворческих сил».
Спустя пять дней, 14 августа, Следственный комитет при прокуратуре России (СКП) возбудил уголовное дело по ст. 357 УК РФ (геноцид) по фактам убийств российских граждан в Южной Осетии.
Британская The Independent 13 августа считала, что Россия пошла на военные действия против Грузии, преследуя две цели: удалить неугодного ей лидера, проявляющего чрезмерную самостоятельность и навлекшего на себя личную неприязнь Путина и дабы предупредить вступление Грузии в НАТО.
14 августа бывший министр обороны Грузии Ираклий Окруашвили, заочно приговорённый 28 марта 2008 года городским судом Тбилиси к 11 годам лишения свободы по обвинению во взяточничестве в особо крупных размерах, заявил:
Нападение Саакашвили было направлено только на захват Цхинвали, так как он думал, что США заблокируют ответ России по дипломатическим каналам… Но когда реакции США не последовало, Саакашвили решил направить войска к Рокскому туннелю, где они были тактически переиграны российской армией. Уже после 2006 года у нас не было возможностей для успеха по причинам военного характера… Россия перегруппировала и существенно укрепила военную инфраструктуру на Северном Кавказе, Абхазии и Южной Осетии — очевидно, они делали это, наблюдая за нами.
По мнению Окруашвили, Саакашвили мог приказать войскам оборонять ряд ключевых городов, однако «он позволил российским войскам продвинуться вглубь страны, чтобы избежать критики и выглядеть как жертва».
23 сентября 2008 года, выступая на 63-й сессии Генеральной Ассамблеи ООН, президент Саакашвили квалифицировал события августа 2008 года как «вторжение со стороны соседа», сказав, что все принципы, провозглашённые в Уставе ООН были «подвергнуты проверке вторжением и сейчас висят в неопределённости», что «вторжение нарушило международно признанные границы Грузии», что «последующее признание так называемой „независимости“ наших двух регионов Южной Осетии и Абхазии посягнуло на нашу территориальную целостность», что «этническая чистка сотен тысяч наших людей надругалась над самим понятием прав человека»; повторил ранее сделанное «приглашение» провести «исчерпывающее, независимое расследование истоков и причин данной войны» В связи с вышеизложенным, он заявил, что «перед Генеральной Ассамблеей стоит генеральный вызов»: «определить наше отношение к военной агрессии повсюду.».
По мнению британского журналиста Джонатана Стила (The Guardian от 25 августа 2008 года), «самой большой ложью [с целью введения в заблуждение зарубежного мнения] была его [Саакашвили] попытка заретушировать тот факт, что это он спровоцировал кризис, устроив артобстрел столицы Южной Осетии, в результате которого погибли десятки мирных жителей и 15 российских миротворцев. Было абсурдом думать, что Россия будет сидеть сложа руки. Поэтому его следующей ложью было заявление о том, что российские лидеры подготовили ловушку».
25 сентября омбудсмен Грузии Созар Субари заявил, что военное поражение Грузии, по его мнению, объясняется авторитарным правлением в стране: «В результате этого, вместо получения реальной информации, нам присуждено с утра до вечера слушать пропаганду, что „Миша крутой“, что всё хорошо, мы победили и Грузия скоро станет процветающей».
Ведущий оппозиционный политик, бывший председатель парламента Грузии (2001—2008) Нино Бурджанадзе так ответила на вопрос корреспондента журнала «Русский Newsweek» от 22 сентября 2008 года — «То есть вины Саакашвили в том, что российские танки оказались в Гори и Поти, нет?»:
Никакого оправдания тому, что русские танки стояли в Гори, нет. Никакое действие Саакашвили не оправдывает действия России. Чем оправдана бомбёжка Поти и Сенаки? Что делали там российские войска? Россия — большая страна, у неё есть свои интересы, и не надо прикрываться интересами осетинского народа. Кто России дал право защищать своих граждан на территории другого государства? Конечно, это был только предлог. <…> Никто в Грузии не будет способствовать никому в России менять власть в Грузии. Для меня совершенно непонятно, как можно заявлять, что президент другой страны неприемлем. Это не России решать».

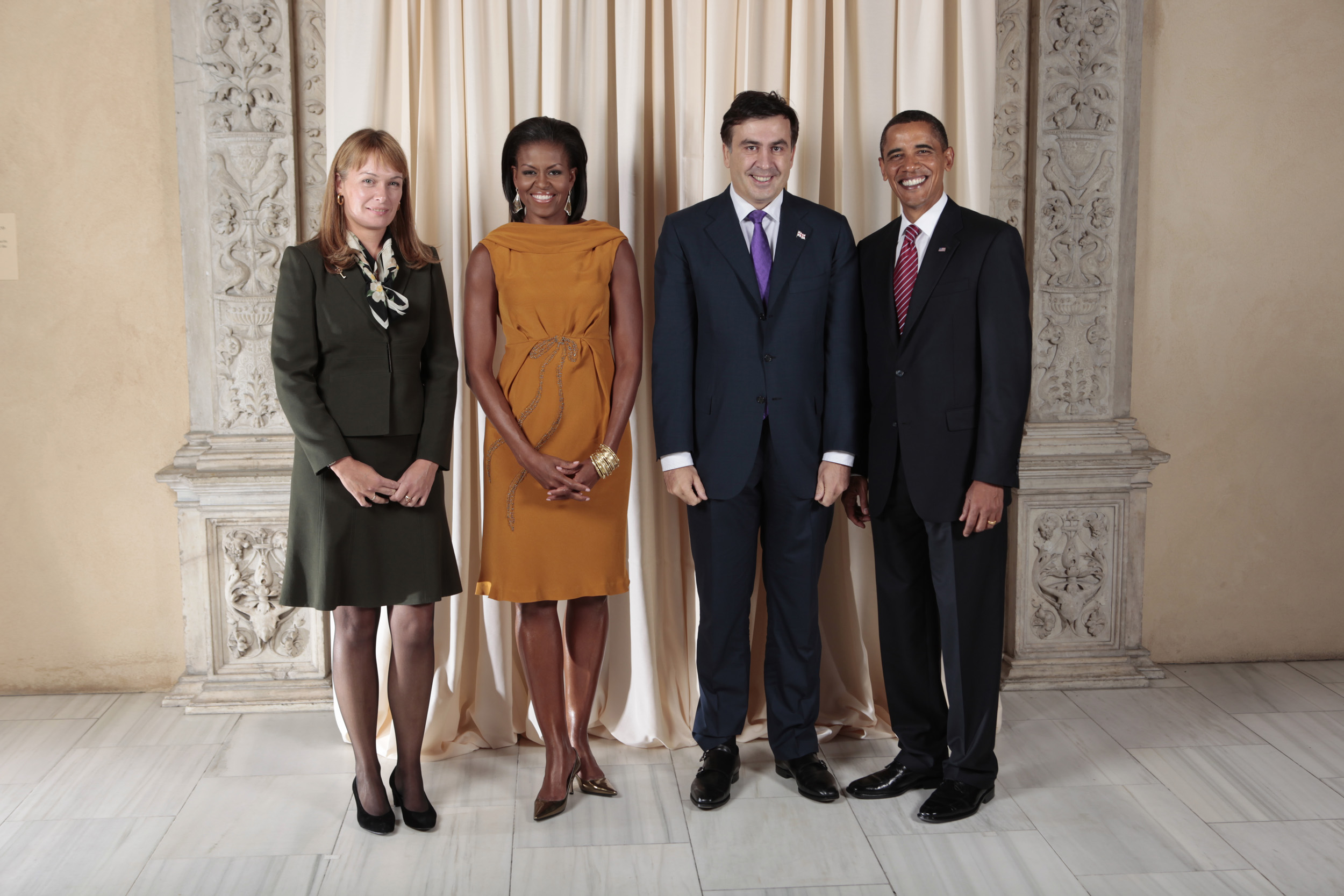
Чета Саакашвили с четой Обама

По утверждению американского журналиста Оуэна Мэттьюза (Newsweek от 29 сентября 2008 года), американский сенатор и кандидат от Республиканской партии США на выборах президента США 2008 года Дж. Маккейн (лично и политически близкий президенту Саакашвили) сыграл особую роль в предотвращении дальнейшего наступления российских войск на Тбилиси рано утром 12 августа (видимо, по восточноамериканскому времени), когда «колонны российских танков шли по шоссе в направлении грузинской столицы».

#### Ситуация с коррупцией
По утверждению ряда источников, в период президентства Саакашвили имело место существенное снижение коррупции. По мнению Transparency International, по индексу восприятия коррупции Грузия улучшила свою позицию с 89 места в мире в 2002 году до 66—68 места в 2009 году. Transparency International включает Грузию в группу самых некоррумпированных стран мира. В 2010 году американская неправительственная организация Freedom House опубликовала отчёт, согласно которому уровень коррупции в Грузии остался таким же, каким был в 1999—2000 годах, при этом коррупция для Грузии остаётся проблемой.
Transparency International и ряд других источников отмечают, что в Грузии наблюдается высокая элитарная коррупция. В отчёте Freedom House за 2010 год, в частности, сказано, что за последние годы в борьбе с коррупцией в нижних и средних эшелонах власти был достигнут заметный успех, однако Грузия всё ещё страдает от элитарной коррупции. Ряд оппозиционных политиков обвиняют руководство Грузии в том, что оно погрязло в коррупции.
По ряду утверждений в прессе, после реформы МВД грузинская полиция не берёт взяток. Transparency International считает, что полиция Грузии находится на пятом месте в мире по уровню некоррумпированности.
Власти Грузии считали, что коррупция находится на низком уровне. В ноябре 2007 года и. о. госминистра Грузии по реформам Каха Бендукидзе заявил, что «ситуация с коррупцией в Грузии лучше, чем во всех странах СНГ». В феврале 2009 года Михаил Саакашвили заявил, что в Грузии коррупция побеждена. В конце лета правительство Саакашвили разработало план действий по новой антикоррупционной стратегии, который призван усовершенствовать государственное обслуживание, улучшить прозрачность госзакупок, таможенных и налоговых систем, реформирование публичных финансов.

#### Ситуация в сфере прав человека
В августе 2004 года Международная федерация по правам человека (FIDH) направила открытое письмо члену руководства Европейского союза Хавьеру Солане, в котором выражалась обеспокоенность по вопросам соблюдения прав человека в Грузии. В письме высказывалась также озабоченность принятыми незадолго до этого конституционными поправками, которые, расширяя властные полномочия Саакашвили, «бросают вызов присущему республиканской форме правления балансу ветвей власти». Письмо обвиняло также администрацию Саакашвили в многочисленных нарушениях прав человека. В доказательство этого в письме приводится инцидент 1 июля 2004 года, когда правоохранительные органы применили силу для разгона сидячей демонстрации в здании тбилисской мэрии, устроенной просившими о помощи жертвами землетрясения. Кроме того, FIDH обвинила грузинское руководство в неспособности защитить права лиц, обвинённых в совершении преступлений.
В октябре 2005 года политолог Паата Закареишвили, оценивая первый год правления президента, заявил:
Государство в последний год явно деградирует. При Саакашвили Грузия получила то, из-за чего я страстно желал ухода Эдуарда Шеварднадзе в историю. Сейчас мы имеем абсолютно управляемый парламент, псевдосвободную прессу, иллюзорное гражданское общество. То, к чему стремился предыдущий постаревший президент в последние годы правления, осуществил его молодой энергичный последователь
.
В декабре 2007 года лидер оппозиционной Лейбористской партии Грузии и кандидат в президенты страны Шалва Нателашвили обвинил Михаила Саакашвили в организации убийств своих политических оппонентов: Зураба Жвании, Бадри Патаркацишвили, Валерия Гелашвили.
В августе 2008 года, после начала войны в Грузии и ввода российских войск на территорию иностранного государства, председатель правительства России Владимир Путин обвинил Саакашвили, в числе прочих руководителей Грузии, в преступлениях против мирного населения Южной Осетии:
Саддама Хусейна, который вырезал несколько шиитских деревень, надо было повесить, а нынешних грузинских правителей, которые в одночасье просто стёрли с лица земли 10 осетинских деревень, танками давили детей и стариков, которые заживо сжигали мирных граждан, — этих деятелей, конечно, нужно взять под защиту
.
В середине августа 2008 года организация Human Rights Watch заявила, что не нашла признаков «геноцида», о котором ранее заявляли российские власти. По утверждению HRW в Южной Осетии погибло на порядок меньше мирных жителей, по сравнению с цифрами, озвученными в ведущих российских СМИ.

#### Проигрыш партии Саакашвили на парламентских выборах
По итогам парламентских выборов, прошедших в Грузии 1 октября 2012 года, оппозиционный избирательный блок Грузинская мечта — Демократическая Грузия получил свыше половины мест в парламенте Грузии. На следующий день после голосования Саакашвили признал, что его партия, «Единое национальное движение», проиграла на парламентских выборах и заявил о том, что она переходит в оппозицию. Каха Бендукидзе считал, что причиной проигрыша президентской партии стал скандал вокруг пыток в грузинских тюрьмах, что разгорелся накануне выборов.
2 октября лидер победившего оппозиционного блока Бидзина Иванишвили заявил о необходимости возобновления расследования дела о смерти премьер-министра Грузии Зураба Жвании (по одной из версий к смерти Жвании был причастен Михаил Саакашвили).
Вскоре после парламентских выборов стали поступать сообщения о том, что, опасаясь судебного преследования со стороны победившей оппозиции, Грузию покидают соратники Саакашвили и другие госчиновники, в том числе обвинявшиеся в пытках или убийствах прошлых лет. В их числе — министр юстиции Зураб Адеишвили, замминистра обороны Дата Ахалая, председатель комитета по обороне и безопасности грузинского парламента Георгий Таргамадзе, бывший министр обороны Грузии Давид Кезерашвили (занимал пост во время Пятидневной войны), бывший глава МВД Грузии Бачо Ахалая, бывший глава департамента исполнения наказаний Давид Чакуа. Советник коалиции «Грузинская мечта» Георгий Хухашвили заявил, что «располагает документальной информацией о том, куда, когда и каким путём отправились за рубеж несколько министров правительства Саакашвили». Оппозиционер Ираклий Аласания сказал, что «из-под земли достанет совершивших преступления чиновников, если те сейчас пытаются бежать», и что они непременно предстанут перед судом.

#### Окончание второго президентского срока Саакашвили
По конституции Грузии президент страны избирается сроком на 5 лет. Этот срок истёк в январе 2013 года. В 2010 году парламент внёс изменения в Конституцию, по которым глава государства избирается на 5 лет, а сами выборы должны проходить в октябре. Соответственно, фактический срок нахождения у власти президента Саакашвили продлевался до октября 2013 года.
В последние дни своего президентства, в октябре 2013 года, Саакашвили выступил с инициативой предоставления грузинского гражданства всем желающим. Для того чтобы получить грузинское гражданство, любому желающему иностранцу достаточно лишь одного документа — удостоверения личности. Грузинские СМИ передают, что в президентской резиденции выстроились очереди. Среди желающих — большинство жителей бывших советских республик, в том числе Армении и Азербайджана. Немало выходцев из Средней Азии, Ближнего Востока и Африки. Между тем новые грузинские власти — представители команды премьера Бидзины Иванишвили, — напротив, обеспокоены потоком иностранных граждан, прибывающих в Грузию.

### После президентства
В конце октября 2013 года, не дожидаясь окончания президентского срока, Саакашвили улетел в Брюссель. В декабре устроился преподавателем в американскую Школу права и дипломатии имени Флетчера при Университете Тафтса, где читал лекции о европейской государственности.

#### Уголовное преследование в Грузии
23 марта 2014 года был вызван для дачи свидетельских показаний в главную прокуратуру Грузии, его планировали допросить по поводу помилования им в 2008 году четырёх высокопоставленных сотрудников департамента конституционной безопасности МВД Грузии — Гии Алании, Автандила Апциаури, Александра Гачавы и Михаила Бибилуридзе, осуждённых в качестве фигурантов дела об убийстве 28 января 2006 года банковского служащего Сандро Гиргвлиани, а также за противоправные действия в адрес его знакомого Левана Бухаидзе. Также — как свидетель, ещё по девяти уголовным делам, в том числе о гибели в 2005 году премьер-министра Грузии Зураба Жвании.
28 июля 2014 года Саакашвили был обвинён в превышении полномочий при разгоне оппозиционной акции в ноябре 2007 года, разгроме телекомпании «Имеди» и изъятии собственности у учредителя этой телекомпании Бадри Патаркацишвили. Находившийся в то время в Нью-Йорке Саакашвили заявил о том, что «не будет приходить на допрос в главную прокуратуру Грузии и не намерен сотрудничать со следственными органами» страны.
1 августа 2014 года Тбилисский городской суд удовлетворил требование главной прокуратуры Грузии и заочно избрал предварительное заключение для Саакашвили в качестве меры пресечения; Саакашвили назвал свой заочный арест необоснованным, а обвинения — надуманными и безосновательными.
13 августа 2014 года Саакашвили предъявлено обвинение в растрате бюджетных средств. 14 августа был объявлен во внутригосударственный, а 31 августа — в международный розыск. В сентябре Главная прокуратура Грузии наложила арест на имущество семьи Саакашвили (его жены и матери) в стране, также были арестованы его личные банковские счета в Грузии.
Также в сентябре прокуратура Грузии предъявила Саакашвили обвинения по делу об избиении 14 июля 2005 года члена парламента страны Валерия Гелашвили. Кроме того бывшему президенту Грузии были предъявлены обвинения в превышении служебных полномочий в рамках дела о присвоении телекомпании «Имеди» и по делу о разгоне акции оппозиции 7 ноября 2007 года.
В конце ноября 2014 года прокуратура Грузии предъявила Саакашвили обвинения по делу об убийстве сотрудника Объединённого банка Грузии Сандро Гиргвлиани.
17 февраля 2015 года стало известно об отказе генпрокуратуры Украины экстрадировать на родину Михаила Саакашвили и бывшего министра юстиции Зураба Адеишвили по запросу Главной прокуратуры Грузии. 1 августа 2015 года Интерпол отказался объявлять Михаила Саакашвили в международный розыск, как того требовали власти Грузии.
15 августа 2017 года в интервью украинскому изданию «Обозреватель» грузинская правозащитница, лидер НПО «Бывшие политзаключённые за права человека» и народного движения «Справедливость» Нана Какабадзе заявила, что по её мнению, обвинения Главной прокуратуры Грузии не в полной мере отражают преступления, которые происходили во время президентства Саакашвили. По её данным, во время правления Саакашвили Грузия была на первом месте по количеству заключённых в мире. По данным Какабадзе, когда Саакашвили пришёл к власти, в Грузии было 5700 заключённых, через год их стало 12 тыс.; во время правления Саакашвили было от 25 до 30 тыс. заключённых. В тюрьмах были пытки и «бесчеловечное обращение» с заключёнными. Также были случаи, когда полиция на улице расстреливала «невинных людей», в основном «молодых ребят» и отметила, что только в её организации 150 имен людей, которых «убили прямо на улице». Большинство независимых, неправительственных организаций он взял в руки, по её словам, он «подкупал людей», создал неофициальные фонды и заставлял людей переводить туда свои средства. Эти фонды назывались «На развитие прокуратуры», «На развитие МВД». Кроме того, она обвинила Саакашвили в том, что во время его президентства процветал государственный рэкет. Какабадзе отметила, что он действительно «создал механизм, чтобы человек мог быстро зарегистрировать фирму, но весь бизнес контролировал только он и его команда. Всего 3—4 человека все контролировали».
19 июля 2017 года министр юстиции Грузии Тея Цулукиани заявила, что Грузия дважды официально обращалась к Украине по поводу экстрадиции Саакашвили и дважды получила официальный отказ. 5 сентября 2017 Украина получила новый запрос от Главной прокуратуры Грузии об аресте и экстрадиции Саакашвили. 30 октября заместитель главного прокурора Грузии Георгий Гогадзе комментируя вопрос экстрадиции отметил, что прокуратура Грузии ожидает от украинской стороны решительных действий, также он отметил, что сейчас в украинской власти не должно быть причин отказывать в экстрадиции.
3 октября 2017 адвокат Маркиян Галабала сообщил, что Михаил Саакашвили подал прошение о предоставлении ему политического убежища на Украине. 24 октября стало известно, что Государственная миграционная служба Украины отказала в статусе беженца из-за нарушения процедуры подачи прошения.
5 января 2018 года Тбилисский городской суд признал бывшего президента Грузии виновным в злоупотреблении служебным положением и незаконном досрочном освобождении из заключения бывших чиновников МВД, виновных в убийстве сотрудника Объединённого грузинского банка Александра (Сандро) Гиргвлиани, и приговорил его к трём годам лишения свободы.
18 января президент Грузии Георгий Маргвелашвили заявил, что не планирует помиловать заочно осужденного М. Саакашвили.
28 июня 2018 года Тбилисский городской суд заочно приговорил Саакашвили к 6 годам лишения свободы за организацию нападения на Гелашвили.

### Деятельность на Украине

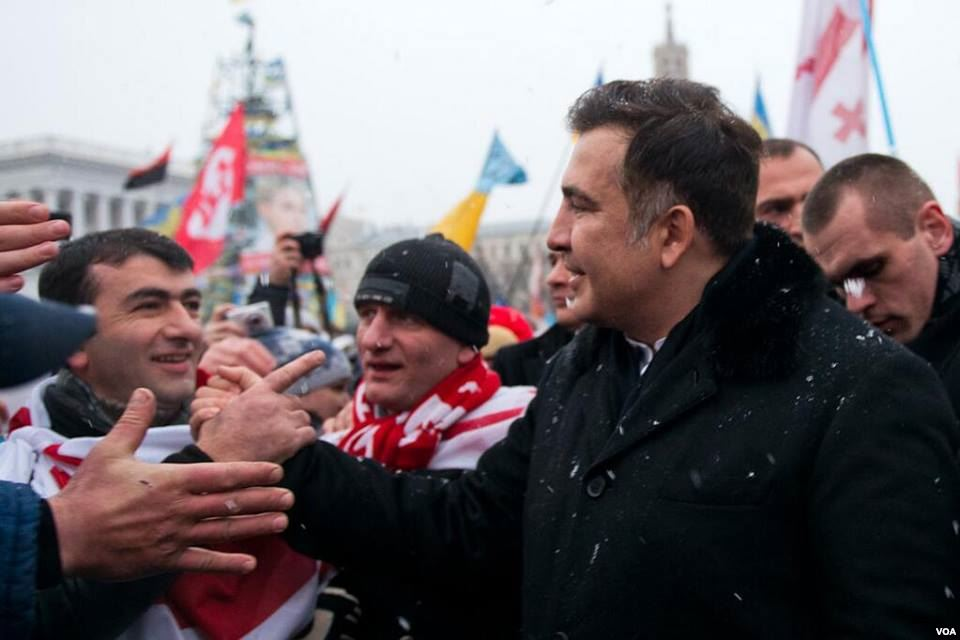
М. Саакашвили приветствует участников Евромайдана в Киеве. 17 декабря 2013 года

Михаил Саакашвили организовывал, подготавливал, а также принимал участие в Оранжевой революции 2004 года, неоднократно принимал участие в украинском Евромайдане, приведшем к смене власти на Украине в феврале 2014 года, где выступал с поддержкой нового курса Украины и обвинил Россию в рейдерском захвате Украины.
Грузинские политики осудили вмешательство Саакашвили в дела Украины.
9 апреля 2014 года грузинский офицер, бывший командир батальона «Аваза» Тристан Цителашвили сделал заявление о том, что «снайперами, стрелявшими на поражение в людей на Майдане, были бывшие сотрудники силовых структур экс-президента Грузии Михаила Саакашвили», а непосредственно ими руководили Гиви Таргамадзе и Гиа Барамидзе. Экс-президент Республики Южная Осетия Эдуард Кокойты счёл версию Цителашвили реалистичной, а Клуб генералов Грузии поставил версию под серьёзное сомнение, сообщив, что Цителашвили делает сенсационные заявления регулярно, но никогда не представляет подтверждающих документов.
16 ноября 2017 года в социальной сети Facebook был опубликован документальный фильм итальянского режиссёра Джана Мичессона, в котором Михаила Саакашвили обвиняли в направлении снайперов для стрельбы по протестующим на площади Независимости зимой 2014 года. Днём ранее в эфире телешоу «Украинский формат» на телеканале NewsOne Вадим Рабинович выступил с аналогичным обвинениям, ссылаясь на официальные данные грузинских правоохранительных органов, полученные от Тристана Цителашвили (генерал грузинской армии) и министра внутренних дел Грузии Александра Чикаидзе.
7 апреля 2014 года министр внутренних дел Грузии Александр Чикаидзе обвинил Михаила Саакашвили в попытке дестабилизации Грузии. Как сообщил министр, не только закупаются палатки и резиновые покрышки, но прибыли также снайперы от Саакашвили, расстреливавшие в Киеве и «Беркут» и протестующих. 9 апреля у офиса партии «Единое национальное движение», которую возглавляет Михаил Саакашвили, прошли молодёжные демонстрации с требованием запретить партию. Но члены партии Саакашвили считали, что власть боится майданов из-за собственных невыполненных обещаний, и отрицали подготовку партией Евромайдана в Тбилиси.
В декабре 2014 года Саакашвили отказался от должности первого вице-премьера Украины из-за нежелания отказываться от гражданства Грузии (для работы было необходимо принять гражданство Украины).
13 февраля 2015 года назначен советником президента Украины П. Порошенко и председателем созданного Совещательного международного совета реформ. Совет является консультативным органом при президенте Украины, и призван привлекать иностранных экспертов к реформированию украинского законодательства и добиваться расширения международной поддержки Украины. До этого был внештатным консультантом Украины по вопросам реформ. Главной задачей считает «подготовку программ экономической, военной реформ, общей реформы госаппарата и антикоррупционной реформы». Помимо этого будет заниматься вопросами поставок вооружения из западных стран для украинской армии. Назначение Михаила Саакашвили вызвало негативную реакцию представителей действующих властей Грузии.

#### Глава Одесской областной государственной администрации
30 мая 2015 года Саакашвили был назначен главой Одесской областной государственной администрации. Днём ранее, 29 мая, он получил украинское гражданство. От грузинского гражданства Саакашвили отказался: «Сохраняя грузинский паспорт, я обречён на заключение под стражу в Грузии. Это временная ситуация, но тем не менее для меня это суровая реальность». Был лишён грузинского гражданства 4 декабря 2015 года. Ему была установлена зарплата, эквивалентная 250 долларам США в месяц. По поручению президента Украины Петра Порошенко ему была предоставлена дополнительная охрана.
Главными задачами на новом посту Саакашвили определил борьбу с коррупцией и преступными группировками, он пообещал также следить за расходом бюджетных средств, работой одесской таможни и ремонтом областных дорог.
Он высказал намерение обновить местную власть, уволив глав 24 из 27 районов, взамен проведя открытый конкурс по всей Украине. При этом президент Порошенко предоставил гарантии невмешательства при назначениях в области. 3 сентября 2015 года Саакашвили раскритиковал премьер-министра Арсения Яценюка за отсутствие реформ.
15 июня 2015 года Саакашвили был назначен Главой наблюдательного совета реформы государственных предприятий, созданного министерством экономического развития Украины.
1 июля 2015 года посол США на Украине Джеффри Пайетт, находясь в Одессе, заявил, что Государственный департамент США поддерживает Саакашвили в его борьбе с коррупцией, а Одесская область должна стать «лабораторией реформ на Украине».
Саакашвили называли[когда?]

 возможным кандидатом в преемники Арсения Яценюка на посту премьер-министра Украины.
В сентябре 2015 года на официальном сайте президента Украины была размещена петиция с требованием назначить Михаила Саакашвили премьер-министром Украины и инициирован сбор подписей в поддержку этого назначения.
4 декабря 2015 года президент Грузии Георгий Маргвелашвили лишил своего предшественника гражданства Грузии по причине приобретения гражданства другой страны (Указ президента Грузии № 378 от 4 декабря 2015 года). На следующий день Саакашвили был отправлен в отставку с поста председателя партии «Единое национальное движение» в связи с лишением его грузинского гражданства.
14 декабря 2015 года министр внутренних дел Украины Арсен Аваков бросил стакан с водой в Саакашвили в ходе их словесной перепалки на заседании Национального совета реформ. Тогда же премьер-министр Украины Яценюк обозвал Саакашвили «гастролёром» и потребовал «убираться из Украины». Аваков также назвал Саакашвили «мерзавцем» и «негодяем». Сам же Саакашвили призвал администрацию президента Украины опубликовать видеозапись поведения Авакова и Яценюка в ходе заседания Национального совета реформ. 16 декабря Саакашвили заявил, что не намерен отказываться от своих слов, сказанных на заседании: «Сожалею, что пришлось назвать премьер-министра вором, но ещё более сожалею, что это правда. Видео, которое мне передали в Администрации президента после моих настоятельных просьб. На нём чётко видно, как премьер-министр обзывает меня „гастролёром“ и „треплом“, что хорошо слышно к концу видео, а его министр предложил убраться из „его страны“. Я использовал слово „воры“ по отношению к Премьер-министру и министру внутренних дел и от этих слов не отказываюсь. Я люблю Украину, и мы избавим нашу страну от воров и жуликов», — написал Саакашвили в социальной сети Facebook.
10 февраля 2016 года спикер Администрации президента Украины по вопросам АТО Андрей Лысенко заявил о начале расследования в отношении действий Саакашвили за нарушение военной цензуры — публикации информации о подразделениях АТО в Интернете. Саакашвили сообщил, что отказался от охраны, которая была предоставлена ему СБУ и состояла из бойцов подразделения «Альфа», и написал, что никого не боится и передвигается в Одессе и других городах Украины без охраны. 13 февраля во время выступления в Мюнхене заявил, что не будет выдвигать свою кандидатуру на пост президента Украины.
26 мая 2016 года при участии сотрудников Генеральной прокуратуры Украины и киевского спецназа СБУ в Одесской областной администрации прошли обыски в рамках расследования растраты средств фонда «На благо Одессы». Саакашвили заявил: «Я вынужден был взломать дверь, потому что они держали наших сотрудников, без адвокатов, в нарушении всех законов, взаперти. Это чистейшая политическая провокация, заказанная вот этим ничтожеством из Генеральной прокуратуры, этим ребятам».
Весной 2016 года, обострился явный конфликт между политиками: Геннадием Трухановым и Михаилом Саакашвили. Разногласия возникли и во время решения вопроса о возвращении аэропорта в коммунальную собственность. Настоящий скандал получился тогда, когда поднялся вопрос о сносе старинного здания в Аркадии — Дача Докса, которое уже валилось, в прямом смысле. Саакашвили обвинил Труханова в причастности к сносу этого здания, на что Труханов обозвал его «политическим мусором». Михаил обещал сохранить здание, но на следующий день, его уже пустили под снос.
7 ноября 2016 года Саакашвили заявил об отставке с поста главы администрации Одесской области. 9 ноября президент Украины П. Порошенко подписал указ об увольнении Михаила Саакашвили с поста губернатора. Исполнение обязанностей главы Одесской ОГА было возложено на Соломию Бобровскую, которая была заместителем Саакашвили.
12 января 2017 года, представляя нового главу Одесской ОГА М. Степанова, президент Украины Петр Порошенко жёстко раскритиковал работу М. Саакашвили на посту губернатора, обвинив в провале всех реформ, раскритиковал Ю. Марушевский за то, что та не справилась с экспериментальным финансированиям дорожных ремонтов за счёт таможенных поступлений, обвинил его команду в неправильном оформлении тендеров, отсутствия организации субсидирования населения, отметив, что в Одессе субсидии получили только 17 % населения, тогда как в других регионах этот показатель составлял 55 %, выразил удивление проблемами, возникшими в работе Центра предоставления админуслуг, когда в других регионах они работают бесперебойно. В ответ Саакашвили обвинил Петра Порошенко в «наглой лжи», а нового главу областной администрации назвал «барыгой».
За время своей работы на посту главы Одесской ОГА Саакашвили выполнил 14 из 34 обещаний, 6 обещаний он провалил, другие были в процессе выполнения. Среди невыполненных обещаний Саакашвили осталась прозрачность административных услуг, реформа одесской таможни и преобразования Одессы в столицу Черноморского региона.
Через месяц после отставки рейтинг Михаила Саакашвили в Одессе составлял 26,8 %, тогда как С. Кивалова — 27,7 %, Г. Труханова — 55,08 %.

#### Оппозиция к украинской власти
Политолог Алексей Гарань упрекал Саакашвили в популизме.
Находясь на посту главы Одесской ОГА, неоднократно выступал с критикой действующего правительства Украины и лично премьер-министра Украины Арсения Яценюка.
О своих следующих планах относительно Украины Михаил Саакашвили отметил:
Я сюда приехал не гастролировать. Я сюда приехал всерьёз и надолго. Украина должна стать сверхдержавой Европы. Мы должны диктовать условия Европе, а не наоборот. Но для этого мы должны хотя бы по-человечески себя вести.
11 ноября 2016 года Саакашвили сообщил, что во время его работы на посту губернатора Порошенко предлагал ему пост премьер-министра Украины, хотел, чтобы он был председателем его партии, и был не против проведения досрочных парламентских выборов. Также он обвинил Порошенко и Коломойского в заговоре против него, сказал, что больше не хочет разговаривать с президентом, но выступает против его импичмента, зато поддерживает досрочные выборы в Верховную Раду.
27 ноября 2016 года в центре Киева, возле памятника Вячеславу Черноволу прошла акция сторонников партии Рух новых сил, которую с недавнего времени возглавляет Михаил Саакашвили. Организаторы требовали досрочных выборов в Верховную раду Украины. Михаил Саакашвили написал в колонке в журнале «Новое время», что партия «Движение новых сил», зарегистрированная Минюстом 28 февраля 2017 года, «будет чем-то вроде Партии регионов, но с европейской идеологией».
28 февраля 2017 года Министерство юстиции официально зарегистрировало партию Саакашвили «Движение новых сил», которая стала триста пятьдесят третьей на Украине. Саакашвили заявил, что не ищет известных союзников, а его политическая сила уже имеет десятки тысяч активных регистрируемых членов и финансируют её «местные мелкие бизнесмены».
Главной задачей партии является: преодоление коррупции на всех уровнях; честные суды, верховенство права, неприкосновенность частной собственности; социальная, политическая и экономическая стабильность; достойные социальные стандарты; экономика устойчивого роста; возможности для развития бизнеса; развитие национальной культуры и идентичности; динамическое и прогрессивное развитие Украины. С 5 апреля по 28 мая на телеканале «ZIK» вел программу «Другая Украина», где критиковал Порошенко и его окружения. Контракт с Саакашвили был расторгнут после того, как женщина-снайпер в одной из телепередач исполнила песню «Шоколадная задница», антигероем которой был президент Порошенко.
В апреле-мае 2017 года, по данным исследования группы «Рейтинг», за «Движение новых сил» на досрочных парламентских выборах были бы готовы проголосовать около 2 % украинцев. К самому Саакашвили «очень положительно» относилось 2 % украинцев, «преимущественно положительно» — 16 %, преимущественно негативно к нему относилось 25 % опрошенных, а 44 % — «очень плохо». В общем с симпатией к Саакашвили относилось около 18 % украинцев, тогда как отрицательно — 67 %.

Американское издание The Huffington Post в материале «Саакашвили — троянский конь для Украины» со ссылкой на политологов отмечало, что Кремль использует Саакашвили в своей долговременной гибридной войне. Издание предполагает, что может быть непосредственно задействована в скандальном возвращении Саакашвили, способствует углублению политических споров на Украине и дискредитации украинской власти за рубежом.
«В то время как Россия продолжает создавать напряжение в восточной Украине и игнорирует Минские соглашения, Украина нуждается в консолидации всех — от простых людей к власти и международных партнеров. И для Саакашвили жажда мести, кажется, вытесняет любые интересы украинцев».
Созданная Михаилом Саакашвили партия «Движение новых сил» присоединилась к участию в митингах 17-го октября 2017 года, которые в дальнейшем переформатировались в политическую акцию Большая политическая реформа. В ходе акции правые и оппозиционные политические партии требовали удовлетворения ряда требований. Саакашвили также присоединился к требованиям организаторов акции и должен был представить свои требования, собранные по регионам Украины.
19 октября оргкомитет акции «Большая политическая реформа» в совместном заявлении объявил о прекращении уличной акции к следующей сессии Верховной Рады, однако Рух новых сил принял решение оставаться в палаточном городке для продолжения мирной акции протеста. Позднее Саакашвили заявил, что акция Руха новых сил продлится до 7 ноября, а сам он планирует посетить несколько украинских городов. 21 октября Саакашвили пытался приобщить к требованиям участников акции также и импичмент президенту Украины, а 22 октября созвать вече, однако оно получило характер обычного митинга. Кроме того, согласно сообщению пресс-секретаря ГПУ Ларисы Сарган, с Украины могут депортировать 20 соратников Саакашвили, получивших вид на жительство как деятели культуры, однако культурной деятельности не проводилось. Пресс-секретарь ведомства также сообщила, что кроме вида на жительство сроком в один год этим иностранцам дали для собственного пользования служебные авто, закрепленные за департаментами Одесской ОГА (это является уголовным преступлением согласно действующему законодательству Украины).
21 октября 2017 года украинские власти задержали в Киеве трёх граждан Грузии — соратников Саакашвили — и принудительно возвратили их в Грузию. Среди них был доброволец АТО, полковник Давид Макишвили. В этот же день Высший административный суд Украины снял с рассмотрения иск Михаила Саакашвили к Петру Порошенко. Причиной стало увольнение судьи.
Организовал ряд протестных акций с целью добиться отставки правительства и импичмента президенту Украины под названием «Марш за импичмент» (с февраля «Марш за будущее»). Марши проходили 3, 10 и 17 декабря 2017 года, 4 и 18 февраля 2018. Акции 10 и 17 декабря сопровождались беспорядками. 17 декабря Михаил призвал своих сторонников захватить Международный центр культуры и искусств с целью его дальнейшего использования в качестве штаба оппозиционного движения. При попытке захвата здания произошли столкновения активистов с военнослужащими в результате которых пострадало 60 нацгвардейцев, 15 из них были госпитализированы. По фактам событий были зарегистрированы 3 уголовных производства. 4 февраля марш завершился вече, на котором представители украинской оппозиции и Саакашвили анонсировали новый марш 18 февраля, где будет объявлено решение об отставке президента, представлено альтернативное правительство и возможных кандидатов на пост президента Украины, а также призвали пикетировать дома народных депутатов. 18 февраля на марш вышло около 3 тыс. человек вместо ожидаемых организаторами 50-тыс., представителей альтернативного правительства и кандидатов в президенты объявлено не было. Саакашвили предложил провести следующий марш 18 марта.
28 декабря в интервью Washington Times Иванна Климпуш-Цинцадзе заявила, что действия Саакашвили обеспечивают интересы Российской Федерации.
Согласно данным общенационального опроса, проведённого Центром социальных и маркетинговых исследований «SOCIS» в феврале 2018 года, 55,5 % украинцев негативно относились к акциям протеста под Верховной Радой, одним из лидеров которых был Саакашвили, тогда как благосклонно — 12,6 %, а нейтрально — 27,8 %. Кроме того, 48 % опрошенных ответили, что Саакашвили должен быть депортирован из Украины, 14 % украинцев считали, что ему надо вернуть украинское гражданство, и только 1 % опрошенных был за то, чтобы политика назначили премьер-министром Украины.

#### Лишение украинского гражданства
2017
26 июля 2017 года указом президента Украины П. Порошенко украинское гражданство Михаила Саакашвили было прекращено из-за недостоверной информации, указанной в анкете при получении украинского гражданства в 2015 году. В тот момент Саакашвили находился в США. С этого момента Саакашвили является лицом без гражданства. Имеющиеся на руках у Саакашвили внутренний украинский паспорт и два заграничных Государственная пограничная служба намерена изъять при попытке Саакашвили попасть на Украину. Сам Саакашвили заявил, что на опубликованной в соцсетях анкете на получение гражданства Украины, якобы заполненной им при получении украинского гражданства в 2015 году, стоит не его подпись. Только спустя три месяца бывший президент получил документы о лишении его гражданства.
10 сентября 2017 года Саакашвили удалось при помощи сторонников вернуться на территорию Украины, прорвав оцепление на польско-украинской границе. Государственная пограничная служба Украины сообщила, что, согласно ответу польской стороны на их официальный запрос, Михаил Саакашвили пересек границу Польши с Украиной по заграничному паспорту гражданина Украины, который в базе Интерпола значился как утерянный.
После пересечения границы Саакашвили заявил, что паспорт, с которым он возвращался на Украину, был похищен из автобуса, и после этого передан Порошенко. Однако 9 октября он предъявил украинский паспорт при проходе на матч сборной Украины против сборной Хорватии, что привело к обвинению его во лжи.
В связи с участием в мероприятиях, которые привели к пересечению Михаилом Саакашвили государственной границы Украины, пророссийски настроенных полукриминальных элементов — в частности Алексея Цибко, участвовавшего в деятельности ОПГ «Рыбки», возникла теория о сотрудничестве экс-президента Грузии с правительством РФ для дестабилизации обстановки на Украине. Подобные теории о сотрудничестве Саакашвили и Кремля возникали и ранее.

Спецпредставитель Госдепартамента США по вопросам Украины Курт Волкер также призвал рассматривать ситуацию исключительно в правовом поле.
«Украина — это страна, где действует верховенство права. Кто угодно, например бывший президент Саакашвили, имеет право на слушание его дела в украинском суде. Я надеюсь, что прекратится эскалация политической драмы и все сосредоточатся на правовых аспектах. Украина действительно усиливает свои демократические институты, а также борется с коррупцией и проводит экономические реформы. Украине действительно нужно стать сильной страной — в демократическом и экономическом плане — чтобы она могла противостоять вторжению, которому подвергается со стороны России, и стать успешной страной в будущем».
11 сентября 2017 года адвокат экс-главы Одесской области Маркиян Галабала подал в миграционную службу Украины заявление, в котором просит признать своего подзащитного лицом, нуждающимся в дополнительной защите, так как Саакашвили может быть объектом преследования со стороны грузинских властей.
22 сентября 2017 года Мостиский районный суд Львовской области признал экс-президента Грузии Михаила Саакашвили виновным в незаконном пересечении государственной границы. По решению суда он должен заплатить штраф в размере 200 необлагаемых налогом минимумов (3400 грн).
3 ноября 2017 года Высший админсуд Украины открыл производство по иску Михаила Саакашвили к президенту Украины Петру Порошенко из-за указа о лишении его украинского гражданства. Первое заседание назначено 22 ноября на 10 часов.
4 ноября 2017 года Маркиян Галабала заявил, что Саакашвили оплатил штраф в размере 3400 грн за незаконное пересечение государственной границы.
7 ноября Саакашвили заявил, что наконец получил документ, подтверждающий его легальное пребывание на Украине. К тексту заявления он приобщил сам документ, названия которого не видно. В документе указано, что он выдан 31 октября и действительный до 1 декабря 2017 года.
29 ноября юристы Саакашвили подали в Министерство юстиции Украины ходатайство о том, что ввиду решения ЕСПЧ по делу Вано Мерабишвили экстрадиция Михаила в Грузию невозможна.
4 декабря Генеральная прокуратура Украины возбудила дело о причастности Центра Бендукидзе (соучредителем которого является Михаил) к передаче информации представителям иностранных государств.
5 декабря 2017 года работники Генпрокуратуры и Службы безопасности провели обыск в квартире Саакашвили на улице Костельной в Киеве и попытались его задержать, но он вылез через окно на крышу дома, где и был задержан. Затем его пытались вывезти в микроавтобусе. СБУ была обнародована информация, что Саакашвили задержали в рамках уголовного производства, открытого по ч. 1 ст. 256 УК Украины (содействие участникам преступных организаций и сокрытие их преступной деятельности). Однако сторонники политика окружили микроавтобус и помешали его проезду, а позже освободили задержанного, таким образом помешав доставить его на допрос. Саакашвили предоставили убежище в палаточном лагере его сторонников
На брифинге Генеральный прокурор Юрий Луценко заявил, что лидер «Движения новых сил» Михаил Саакашвили получил от украинского бизнесмена Сергея Курченко полмиллиона долларов на организацию акций протеста с целью «захвата государственной власти в Украине». Также были обнародованы переговоры между Северионом Дангадзе и доверенным лицом Сергея Курченко. Из них стало известно, что организация пересечения границы обошлась Саакашвили в 300 000 $. Правоохранители во время обысков в квартире Севериона Дангадзе нашли пропавший паспорт гражданина Украины Михаила Саакашвили.
Были обнародованы записи разговоров Саакашвили c Сергеем Курченко, который скрывается в России. Михаил Саакашвили опроверг эти обвинения во время выступления на митинге под Верховной Радой Украины, назвав изложенные разговоры фейком, смонтированным ФСБ.
После побега, вечером 5 декабря, он был объявлен в розыск Национальной полиции и Службы безопасности по прошению Генеральной прокуратуры.
8 декабря 2017 года Саакашвили был задержан в Киеве и помещён в изолятор временного содержания. 11 декабря Печерский районный суд города Киева отклонил ходатайство прокуратуры об избрании для бывшего президента Грузии меры пресечения в виде домашнего ареста на два месяца и отпустил его на свободу под поручительство группы депутатов Верховной рады Украины.
16 декабря Саакашвили заявил, что готов к переговорам с П. Порошенко. 17 декабря 2017 во время «Марша за импичмент» в Киеве бывший президент Грузии заявил, что не говорил этого и не собирался договариваться с властью. Также он призвал своих сторонников захватить Международный центр культуры и искусств с целью сделать там свой штаб. В это время там проходил концерт оркестра Гленна Миллера с полным залом зрителей. Здание было окружено подразделениями национальной полиции и национальной гвардии. При попытке захвата произошли столкновения, в результате которых пострадали несколько десятков человек: как штурмовавших здание, так сотрудников правоохранительных органов. Здание захвачено не было.
18 декабря Саакашвили прибыл по вызову на допрос в Генеральную прокуратуру, однако использовал это для публичного выступления, сорвал саму процедуру и ушёл.
21 декабря СМИ сообщили, что Саакашвили получил в посольстве Нидерландов в Киеве визу на основании права на воссоединение семьи.
26 декабря Михаил Саакашвили прибыл в здание СБУ по вызову на допрос, однако на него не пошёл, использовав допрос как информационный повод для общения с журналистами. Также в этот день состоялось подготовительное судебное заседание по делу по иску Саакашвили в Министерство юстиции Украины и прокуратуры города Киева, во время которого рассматривалось ходатайство Саакашвили о запрете его экстрадиции. Ходатайство оставили без удовлетворения. Ни Саакашвили, ни его адвокаты на заседание не явились.
31 декабря Саакашвили заявил, что на украинском телеканале Zik, в новогоднюю ночь вместо традиционного приветствия президента Украины появится поздравления Саакашвили, однако телеканал отказался транслировать видео Саакашвиле накануне боя курантов и показал его поздравления уже с наступлением 2018 года.
В середине декабря 2017 года Саакашвили обращался в посольство Нидерландов с целью получения документов о въезде в королевство, все нужные ему документы были получены.
2018
3 января 2018 года Окружной административный суд Киева отказал в удовлетворении иска М. Саакашвили и признал законным решение Государственной миграционной службы Украины об отказе в предоставлении ему статуса беженца или лица, нуждающегося в дополнительной защите (политическое убежище). В этот же день состоялось заседание в Апелляционном суде по жалобе ГПУ относительно меры пресечения Михаилу Саакашвили. Из-за неявки на заседание лиц, готовых взять на попечительство Саакашвили, заседание перенесено на 11 января. Из возможных попечителей на заседание присутствовал только Юрий Деревянко, также в суд следовал Виталий Куприй.
11 января Апелляционный суд Киева перенёс рассмотрение жалобы ГПУ относительно меры пресечения Михаилу Саакашвили на 19 января по ходатайству самого Саакашвили, которое он подал в связи с пребыванием в отпуске 8 народных депутатов Украины, которые заявляли о готовности взять его на попечительство.
10 января состоялся допрос Михаила Саакашвили в Службе безопасности Украины по делу о содействии участникам преступной организации, в рамках которого он проходить подозреваемым. 

16 января состоялся ещё один допрос Михаила в СБУ. Проходило следственное действие по отбору образцов голоса. Саакашвили отказался предоставлять образцы для проведения экспертизы.
26 января Апелляционный суд Киева отправил бывшего грузинского президента под ночной домашний арест (с 22:00 до 7:00).
29 января Кассационный административный суд в составе Верховного суда рассмотрел иск М. Саакашвили к президенту П. Порошенко о незаконности указа о лишении его украинского гражданства.
5 февраля Апелляционный суд в Киеве отклонил жалобу на отказ Миграционной службы Украины от 3 января предоставить убежище Михаилу Саакашвили.
6 февраля Окружной административный суд Киева отказал Михаилу Саакашвили в удовлетворении иска к управлению Государственной миграционной службы (ГМС) Украины.
27 февраля Саакашвили открестился от нападения на полицейских у Верховной Рады.

#### Депортация в Польшу
12 февраля 2018 года Михаил Саакашвили был задержан сотрудниками Госпогранслужбы Украины в одном из ресторанов Киева и выслан в Польшу. Представитель ГПСУ Олег Слободян сообщил, что военнослужащие Государственной пограничной службы совместно с представителями Миграционной службы и Национальной полиции поставили в известность политика решения компетентного органа о его возвращении в страну предыдущего пребывания.
12 февраля 2018 года в Окружной административный суд города Киева поступил иск от лидера партии Рух новых сил Михаила Саакашвили. Истец просит суд признать незаконными действия соответствующих структурных образований ДМС, ГПС и МВД от 12 февраля 2018 года по выполнению решения о возвращении Саакашвили в страну предыдущего пребывания.
В совместном заявлении 9 политических сил (Демократический альянс, Гражданская позиция, Народный контроль, Европейская партия Украины, Батькивщина, Объединение «Самопомощь», ВО «Свобода», Движение новых сил, Гражданское движение «Хвиля») выдворение Саакашвили было названо преступлением.
После реадмиссии из Украины в Польшу Саакашвили уехал к семье в Нидерланды, где получил удостоверение личности, которое позволит ему жить и работать в Евросоюзе.
18 февраля в Киеве начался марш, организованный Рухом новых сил Михаила Саакашвили. Акция называется «Марш за будущее! За отставку Порошенко!». Во время видеовключения из Амстердама на митинге в Киеве Саакашвили проанонсировал выдвижение кандидатур «от народа» в президенты Украины, в Раду и в правительство Украины.
1 марта 2018 года адвокат Саакашвили предлагал ГПУ закрыть дело «о деньгах Курченко» в отношении лидера «Движения новых сил».
С 7 декабря 2018 года начал вести программу «Джокеры» на украинском телеканале ZIK.
Поддержал Юлию Тимошенко на выборах президента Украины в 2019 году.
Сразу же после второго тура выборов хотел вернуться на Украину, но Госпогранслужба Украины не увидела оснований для разрешения на его въезд на Украину: «Данное лицо в сентябре 2017 года незаконно пересекло государственную границу из Польши на Украину, что подтверждается решениями местного и апелляционного судов. В связи с совершённым правонарушением в отношении этого лица ограничения во въезде на Украину сроком до 2021 года».

#### Возвращение на Украину
Узнав о поражении Петра Порошенко на выборах 21 апреля 2019 года, Саакашвили заявил о намерении вернуться из Амстердама в Киев. Победу Зеленского во втором туре выборов Саакашвили назвал «электоральной революцией» и заявил о своём желании стать членом команды новоизбранного президента Украины.
28 мая 2019 года президент Украины Владимир Зеленский своим указом вернул Михаилу Саакашвили гражданство Украины. На следующий день Саакашвили рейсом из Варшавы прилетел в международный аэропорт Борисполь в Киеве, где его встретили свыше сотни сторонников и большое количество журналистов.
22 апреля 2020 года президент В. Зеленский предложил Михаилу Саакашвили курировать реформы в должности вице-премьера. Эту информацию подтвердил и сам Саакашвили.
После довольно резкой реакции властей Грузии (Тбилиси заявил, что отзовёт посла с Украины, если экс-президент Саакашвили будет назначен на любую должность в этой стране), украинское правительство 28 апреля отозвало из Верховной рады представление к назначению Саакашвили вице-премьером.
Тем не менее, 7 мая М. Саакашвили был назначен уже главой Исполнительного комитета реформ Украины (сам Саакашвили назвал свое назначение «неординарным шагом, который показывает, что действующий президент готов к таким шагам». В ответ на это назначение 8 мая 2020 года посол Грузии на Украине был отозван в Тбилиси.
30 июня 2020 года президент Украины Владимир Зеленский при участии руководства Кабинета министров и Верховной рады провел первое заседание Национального совета реформ, на котором поручил возглавляющему исполком Нацсовета реформ Михаилу Саакашвили к следующему заседанию в июле 2020 года подготовить фундаментальную концепцию революционной судебной реформы. В этой связи 10 июля 2020 года на встрече с послами стран Большой семёрки (G7) и ЕС Михаил Саакашвили обсудил планируемую судебную реформу на Украине.

### Возвращение в Грузию
29 сентября 2021 года Михаил Саакашвили нелегально приехал на территорию Грузии. 1 октября стало известно, что экс-президент находится в Батуми. В тот же день он был задержан и доставлен в тюрьму города Рустави. Против него было возбуждено уголовное дело о незаконном пересечении границы. Находясь в тюрьме, Саакашвили объявил голодовку. В Грузии начались многотысячные митинги, участники которых требуют освобождения экс-президента. 8 ноября бывшего главу государства перевели в тюремную больницу. 10 ноября Тбилисский городской суд отменил арест Саакашвили по делу о разгоне митинга в 2007 году. На следующий день бывший президент Грузии, находившийся в тюремной больнице, объявил о прекращении голодовки из-за того, что она «становится оружием русских и действующего правительства против него».
19 ноября 2021 года омбудсмен Грузии Нино Ломджария сообщила, что у Саакашвили развилось опасное осложнение — судороги, вызванные энцефалопатией Вернике. В тот же день Михаил Саакашвили попросил США «выступить в его защиту». «Если США не придут меня защищать, это будет ужасным сигналом для всех прозападных лидеров и народов в регионе»,— говорится в рукописной записке. На следующий день экс-президент был доставлен в военный госпиталь в Гори. 30 декабря Саакашвили был переведён обратно в руставскую тюрьму.
21 февраля 2022 года Саакашвили объявил о повторной голодовке, объясняя это тем, что его плохо лечат. 14 марта он был госпитализирован в гражданскую клинику в Тбилиси для проведения обследований, а затем возвращён в тюрьму.
На состоявшихся с 10 по 14 октября 2022 года серии заседаний Парламентская ассамблея Совета Европы признала Михаила Саакашвили политическим заключённым и призвала власти Грузии к его освобождению из-под стражи.
8 ноября 2022 года адвокат Шалва Хачапуридзе сообщил, что врачи обнаружили у Саакашвили 36 заболеваний, в том числе туберкулёз и деменцию.
В 2023 году МИД Украины, а затем президент Украины Владимир Зеленский, запрашивали передачу Саакашвили украинской стороне для последующего лечения за пределами Грузии. Глава правящей партии Грузии «Грузинская мечта» Ираклий Кобахидзе исключил возможность передачи.
В том же году Саакашвили подал иск в ЕСПЧ, заявив, что его права были нарушены в тюрьме, и призвал суд распорядиться о его переводе в больницу в Варшаве в Польше. 23 мая 2024 года стало известно, что суд отклонил просьбу Саакашвили.
12 марта 2025 года Тбилисский городской суд приговорил Михаила Саакашвили к девяти годам тюремного заключения за растрату бюджетных средств в период с 2004 по 2013 год, когда он находился у власти в Грузии, и штрафу в размере 99 936 118 евро, тем самым добавив три года к его первоначальному приговору.
17 марта 2025 года грузинский суд приговорил Михаила Саакашвили к четырём с половиной годам тюремного заключения за незаконное пересечение границы в 2021 году.

## Личная жизнь
Саакашвили женат на подданной Нидерландов Сандре Рулофс (также имеющей гражданство Грузии), до знакомства Рулофс — бывшая сотрудница Красного Креста — побывала в Кутаиси в составе гуманитарной группы. По словам журналистов, Рулофс впоследствии многим помогла мужу, имиджу которого в ходе избирательной президентской кампании способствовали улыбка «Голландской розы», просьбы к грузинам видеть в ней «приёмную дочь» и спетые ею грузинские песни.
В октябре 2021 года стало известно, что Саакашвили находится в близких отношениях с народным депутатом Украины Елизаветой Ясько. Сама Рулофс заявила, что не знала о его романе с гражданкой Украины. В СМИ не было сообщений о разводе Саакашвили с женой.
В декабре 2021 года Саакашвили сообщил о том, что у него есть внебрачный ребёнок — дочь Элис-Мария от грузинской певицы Софии Нижарадзе.
Кроме грузинского языка, Михаил Саакашвили владеет мегрельским, английским, французским, русским, украинским и испанским языками.
10 сентября 2013 года 45-летний Саакашвили вместе с российским экономистом Андреем Илларионовым взошли на гору Казбек (Мкинварцвери, 5047 метров) на Большом Кавказском хребте. Саакашвили стал третьим президентом-альпинистом постсоветского пространства после президента Нурсултана Назарбаева, который в возрасте 55 лет на массовой альпиниаде 30 июня 1995 года поднялся на пик Абая (4010 м) в Заилийском Алатау на северном Тянь-Шане и после 51-летнего Виктора Ющенко, который впервые поднялся на высочайшую точку Украины — гору Говерлу в ранге президента Украины 16 июля 2005 года. До этого Ющенко поднимался на Говерлу 30 раз, однако пропустил восхождения 2006 и 2007, и снова возобновил ежегодные восхождения в 2008 году.

## Награды
Ордена и медали
- Цепь ордена Заслуг pro Merito Melitensi (Мальтийский орден, 2005)[402]
- Цепь ордена Креста земли Марии (Эстония, 2 мая 2007)[403]
- Большой крест ордена Заслуг перед Республикой Польша (Польша, 3 марта 2008)[404][405]
- Юбилейная медаль «10 лет Астане» (Казахстан, 2008)[406]
- Орден Почёта (Армения, 24 июня 2009) — за укрепление армяно-грузинской многовековой дружбы и углубление сотрудничества между Арменией и Грузией[407][408]
- Крест Признания I степени (Латвия, 30 ноября 2009)[409][410][411]
- Орден Республики (Молдова, 24 ноября 2010) — в знак глубокой признательности за особый вклад в развитие и укрепление молдо-грузинских отношений дружбы и сотрудничества и за поддержку, оказанную Республике Молдова в ликвидации последствий наводнения 2010 года[412][413]
- Большой крест ордена Почётного легиона (Франция, 2011)[414]
- Орден Трёх Звёзд I степени c цепью (Латвия, 28 мая 2012)[415]
- Лента ордена Республики Сербия (Сербия, 2013)[416]

Иные государственные награды
- наградное оружие — пистолет «Форт-12» от министра внутренних дел Украины Ю. В. Луценко в июне 2005 года[417]

Церковные и другие негосударственные награды
- Орден святого апостола Марка (Александрийская православная церковь, 2008)[418]
- Золотая медаль Ереванского государственного университета (Армения, 2009)[419] (лишён звания почётного доктора ЕГУ в 2020 году[420])
- Знак Касперовской Божией Матери (Одесская и Измаильская епархия Украинской православной церкви, 2015)[421]

Почётные звания
- Почётный доктор Киевского национального университета имени Тараса Шевченко (2005)[422]
- Почётный доктор университета Хайфы (Израиль, 2006)[423]
- Почётный доктор Ереванского государственного университета (2009)[424]
- Почётный доктор Нью-Йоркского университета (2010)[425]

Премии
- Рыцарь свободы (2014)